# Katzenjammer (Band)
Katzenjammer ist eine Folk-Rock-Band aus Norwegen. Sie wurde 2005 gegründet und besteht aus Anne Marit Bergheim, Solveig Heilo und Turid Jørgensen; bis 2015 war auch Marianne Sveen Mitglied der Gruppe. Der Name der Band geht auf den Comicstrip The Katzenjammer Kids zurück. Gleichzeitig spielt er auf ein deutsches Lehnwort im Sinne von Katzenmusik (jedoch nicht im Sinne des Katzenjammers im Deutschen) für schlechte, minderwertige Musik an, das ins Norwegische übernommen wurde.

## Geschichte
Bergheim (* 22. März 1982), Heilo (* 24. Dezember 1981) und Jørgensen (* 20. Juli 1979), die am Nordischen Institut für Bühne und Studio (NISS) in Oslo Musik studierten, starteten das Projekt am 12. Dezember 2005 zunächst mit Tuva Andersen. Nach deren Ausstieg trat Marianne Sveen (* 21. Februar 1981) der Band bei.
Durch mehrere Konzerte und die Teilnahme an der populären TV-Talentshow Kjempesjansen erspielte sich die Band eine Fangemeinde. Auftritte auf den norwegischen Musikfestivals sowie im Vorprogramm von Kaizers Orchestra auf deren Norwegen-Tour sorgten für weitere Popularität. Bei der Abstimmung zu den Jahreshörercharts des Senders NRK-Urørt 2008 belegte Katzenjammer mit der Single A Bar in Amsterdam den dritten Platz.
Der endgültige Durchbruch gelang der Band Anfang 2008 durch einen Auftritt beim skandinavischen Musikkongress und -festival by:Larm. Dieser hatte ein großes Medienecho und brachte das Quartett in die renommierten Clubs Norwegens. So gaben sie im Club Rockefeller in Oslo, der ein Fassungsvermögen von 1500 Personen hat, zwei ausverkaufte Konzerte. Im September 2008 erschien das erste Album des Quartetts, Le Pop. Die meisten Stücke des Debütalbums wurden von Mats Rybø (Ex-Keldian) geschrieben, sind schwungvoll und werden von vierstimmigem Gesang geprägt. Die Texte sind auf Englisch.
Das Album brachte der Band eine Nominierung für den norwegischen Grammy, den Spellemannprisen, als bester Newcomer ein. Sie eröffnete die Preisverleihung. 2011 erschien ihr zweites Album A Kiss Before You Go. Auf dem Label Vertigo erschien im Januar 2015 mit elf neuen Tracks das dritte Album Rockland. Anfang 2016 gab Marianne Sveen ihren Ausstieg aus der Band bekannt.

## Auftrittsauswahl
Schon vor der Veröffentlichung des ersten Albums im Ausland tourte Katzenjammer in Europa und den USA. Im Frühjahr 2009 präsentierten sich die Musikerinnen auf dem Eurosonic-Festival in den Niederlanden und traten im Vorprogramm der britischen Band Keane im Londoner The O₂ auf. Im März 2009 hatte die Band eine Reihe von Auftritten im Rahmen des SXSW in Austin (Texas). Auf Einladung von David Byrne gastierten sie auf dem Bonnaroo Music Festival in Manchester, Tennessee.
In Deutschland trat das Quartett erstmals beim Fusion Festival 2009 in Lärz und beim Taubertal-Festival in Rothenburg ob der Tauber auf. 2010, 2012 und 2015 waren sie zu Gast auf dem Hurricane Festival in Scheeßel und auf dem Southside Festival in Neuhausen ob Eck. Im August 2010 spielte Katzenjammer auf dem Bardentreffen in Nürnberg und in der Kulturarena in Jena. 2011 spielten sie auf dem Highfield-Festival sowie auf dem Gurtenfestival in Bern (Schweiz) sowie beim Nova-Rock- und picture-on-Festival in Österreich und in einigen deutschen Städten. Im Frühsommer 2012 war die Band auf europaweiter Tournee. Im Sommer 2013 war Katzenjammer Vorband von Die Ärzte. 2015 gastierte die Band auf dem Open Flair Festival in Eschwege.

## Stil
Die Band ist von unterschiedlichen Stilrichtungen inspiriert und präsentiert in ihrem Repertoire eine vielfältige Mischung, die „nach Montmartre in Paris, nach russischem Zirkus, Zigeuner-Jahrmärkten und düster-verrauchten Whiskey-Bars in Oslo“ klingt.
Neben Anleihen bei Bands wie den B-52’s fließen Elemente von Jazz, Rock, Balkan-Musik, Folk, Country-Musik und Chanson in ihre Musik ein. Die erste Single A Bar in Amsterdam wurde als „Mariachi-Polka mit hysterischem Trompetenthema“ beschrieben. Ihre Performances auf der Bühne veranlassen Kritiker zu Vergleichen mit Gogol Bordello, Dixie Chicks oder den Leningrad Cowboys.
Jedes Bandmitglied beherrscht mehrere Instrumente, die während Liveauftritten bei fast jedem Lied gewechselt werden. Dazu gehören Bass-Balalaika, Akustik- und E-Gitarre, Akkordeon, Mandoline, Klavier, Schlagzeug, Mundharmonika, Banjo, Trompete, Ukulele, Glockenspiel, Kazoo und auch improvisierte Instrumente wie Blecheimer.

## Diskografie
| Titel                                  | Veröffentlichung           | Typ       | Medium                     |
| -------------------------------------- | -------------------------- | --------- | -------------------------- |
| A Bar in Amsterdam                     | 2007                       | Single    | CD, Download               |
| Le Pop                                 | 2008 (2010 in Deutschland) | Album     | Vinyl, CD, Download        |
| A Kiss Before You Go                   | 2011                       | Album     | Vinyl, CD, Download        |
| I Will Dance (When I Walk Away)        | 2011                       | Single    | CD, Download               |
| Rock-Paper-Scissors                    | 2011                       | Single    | CD, Download               |
| A Kiss Before You Go – Live in Hamburg | 2012                       | Livealbum | CD, DVD, Blu-Ray, Download |
| Rockland                               | 2015                       | Album     | Vinyl, CD, Download        |

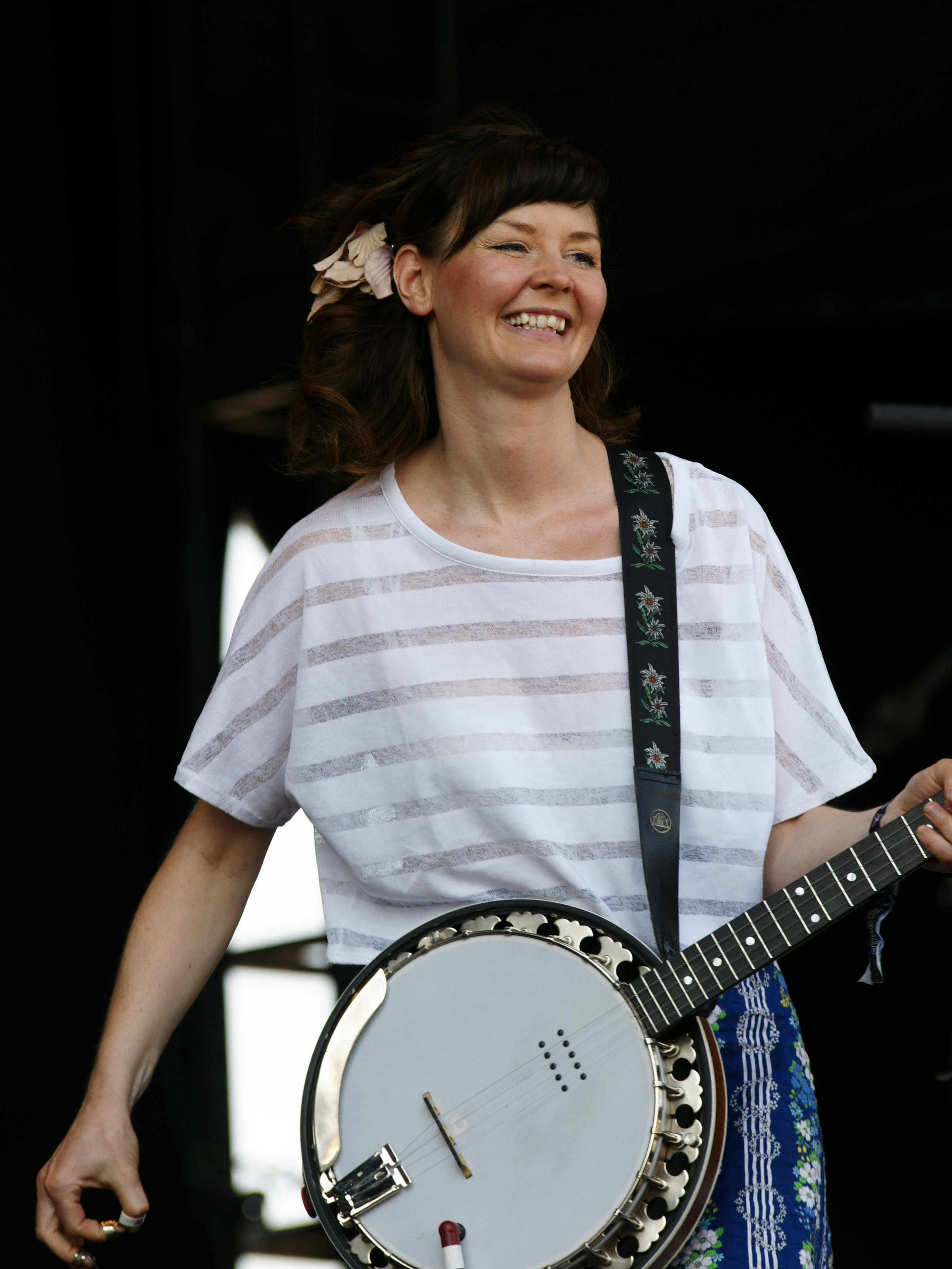
Anne Marit Bergheim, 2014
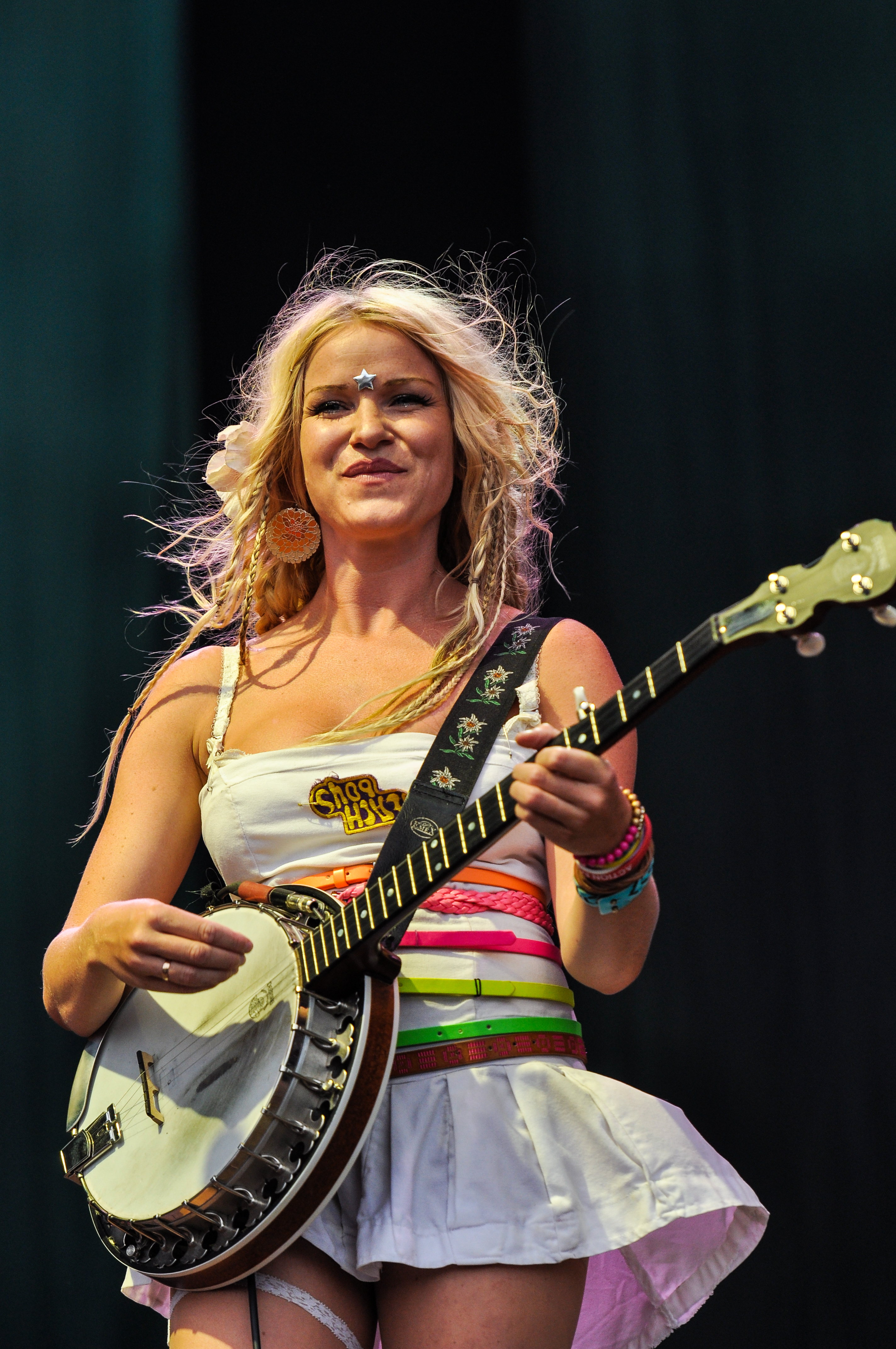
Solveig Heilo, 2013
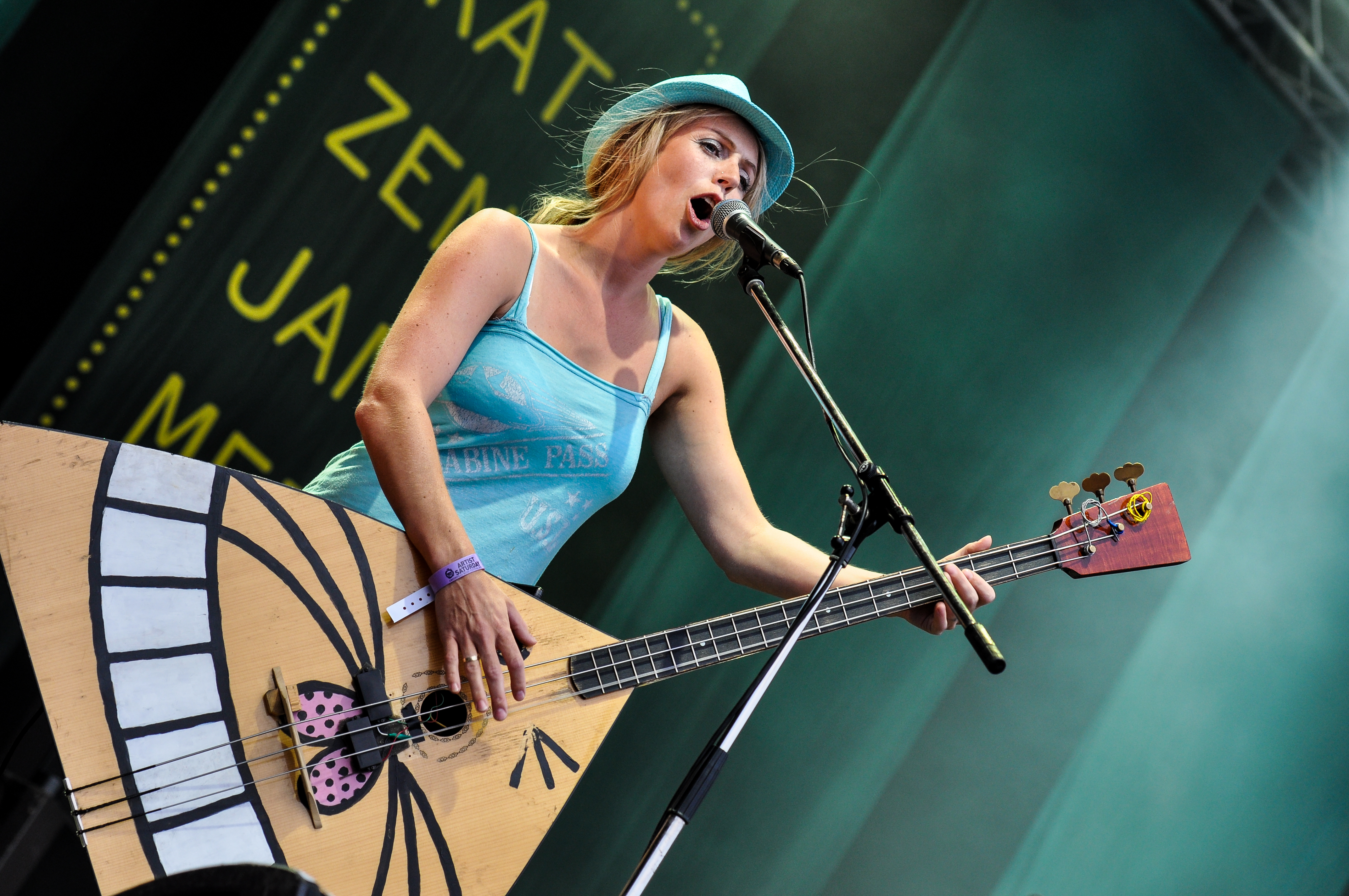
Turid Jørgensen, Greenville Festival, 2013
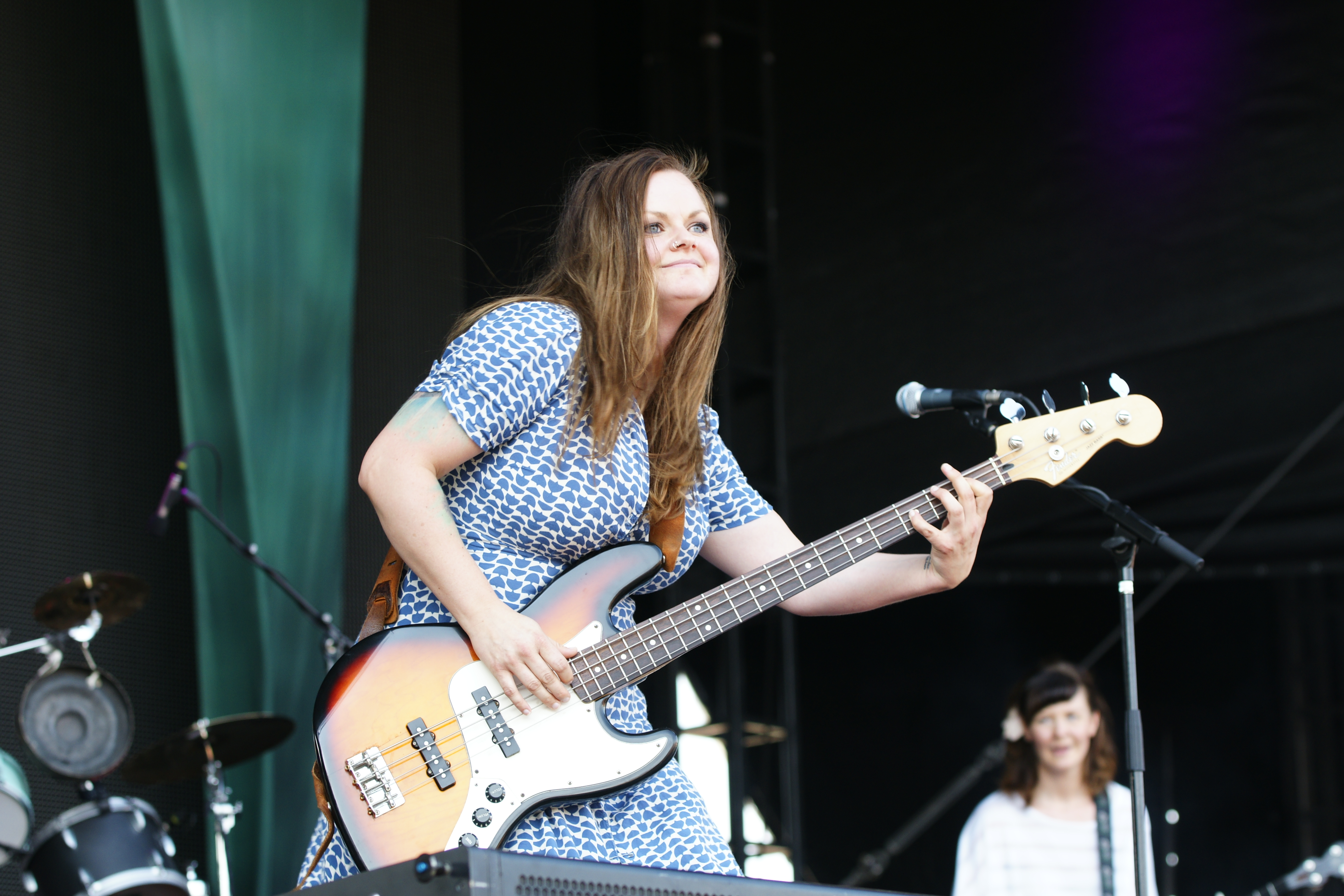
Marianne Sveen, 2014